# Llano de Bureba
Llano de Bureba ist eine historisch bedeutsame Kleinstadt und eine Gemeinde (municipio) mit 49 Einwohnern (Stand: 2024) in der nordspanischen Provinz Burgos in der Autonomen Gemeinschaft Kastilien und León. Zur Gemeinde gehören neben dem Hauptort Llano de Bureba die Ortsteile Las Bodegas und Movilla.

## Lage und Klima
Llano de Bureba liegt in einer Höhe von ca. 665 m. Der Río Zorita durchquert die Gemeinde. Burgos liegt etwa 50 km in südwestlicher Richtung entfernt. Das Klima ist gemäßigt bis warm; der für spanische Verhältnisse reichliche Regen (ca. 678 mm/Jahr) fällt – mit Ausnahme der eher trockenen Sommermonate – übers Jahr verteilt.

## Bevölkerungsentwicklung
| Jahr      | 1930 | 1940 | 1950 | 1960 | 1970 | 1981 | 1991 | 2001 | 2011 | 2021 |
| Einwohner | 216  | 248  | 286  | 223  | 164  | 98   | 57   | 55   | 69   | 53   |

## Sehenswürdigkeiten
- Martinskirche (Iglesia de San Martín Obispo)